# Diócesis de Ogoja
La diócesis de Ogoja (en latín: Dioecesis Ogogiaensis y en inglés: Roman Catholic Diocese of Ogoja) es una circunscripción eclesiástica de la Iglesia católica en Nigeria. Se trata de una diócesis latina, sufragánea de la arquidiócesis de Calabar. Desde el 9 de abril de 2017 su obispo es Donatus Edet Akpan.

## Territorio y organización
La diócesis tiene 125 557 km² y extiende su jurisdicción sobre los fieles católicos de rito latino residentes en 11 áreas de gobierno local de la parte centro-septentrional del estado de Cross River.
La sede de la diócesis se encuentra en la ciudad de Ogoja, en donde se halla la Catedral de San Benito.
En 2021 en la diócesis existían 79 parroquias.

## Historia
La prefectura apostólica de Ogoja fue erigida el 13 de marzo de 1938 con la bula Intra Nigeriae del papa Pío XI, obteniendo el territorio de la prefectura apostólica de Calabar (hoy arquidiócesis).
El 18 de abril de 1950, como resultado del decreto Cum in Africa de la Sagrada Congregación de Propaganda Fide, el nombre latino de la prefectura fue cambiado de de Ogoja a Ogojaënsis.
El 1 de enero de 1955 la prefectura apostólica fue elevada a diócesis con la bula Apostolicum del papa Pío XII.
El 1 de marzo de 1973 cedió una parte de su territorio para la erección de la diócesis de Abakaliki mediante la bula Inter tot acerbitates del papa Pablo VI.
Originariamente sufragánea de la arquidiócesis de Onitsha, el 26 de marzo de 1994 pasó a formar parte de la provincia eclesiástica de Calabar.

## Estadísticas
Según el Anuario Pontificio 2022 la diócesis tenía a fines de 2021 un total de 1 015 160 fieles bautizados.
| Año                                                                             | Población            | Población | Población      | Sacerdotes | Sacerdotes    | Sacerdotes    | Bautizados por sacerdote | Diáconos permanentes | Religiosos | Religiosos | Parroquias |
| Año                                                                             | Bautizados católicos | Total     | % de católicos | Total      | Clero secular | Clero regular | Bautizados por sacerdote | Diáconos permanentes | Varones    | Mujeres    | Parroquias |
| ------------------------------------------------------------------------------- | -------------------- | --------- | -------------- | ---------- | ------------- | ------------- | ------------------------ | -------------------- | ---------- | ---------- | ---------- |
| 1950                                                                            | 9452                 | 750 000   | 1.3            | 14         | 14            |               | 675                      |                      |            | 11         | 6          |
| 1970                                                                            | 135 000              | 1 602 533 | 8.4            | 10         | 6             | 4             | 13 500                   |                      | 4          | 53         | 21         |
| 1980                                                                            | 103 710              | 896 000   | 11.6           | 29         | 15            | 14            | 3576                     |                      | 14         | 35         |            |
| 1990                                                                            | 180 374              | 1 217 000 | 14.8           | 25         | 18            | 7             | 7214                     |                      | 10         | 82         | 19         |
| 1999                                                                            | 259 243              | 2 074 750 | 12.5           | 36         | 33            | 3             | 7201                     |                      | 3          | 42         | 22         |
| 2000                                                                            | 269 749              | 2 100 000 | 12.8           | 41         | 40            | 1             | 6579                     |                      | 1          | 42         | 26         |
| 2001                                                                            | 282 381              | 1 315 662 | 21.5           | 49         | 48            | 1             | 5762                     |                      | 1          | 47         | 28         |
| 2002                                                                            | 297 891              | 1 465 663 | 20.3           | 48         | 46            | 2             | 6206                     |                      | 2          | 45         | 32         |
| 2003                                                                            | 313 544              | 1 524 289 | 20.6           | 61         | 58            | 3             | 5140                     |                      | 3          | 46         | 36         |
| 2004                                                                            | 332 373              | 1 536 294 | 21.6           | 67         | 64            | 3             | 4960                     |                      | 5          | 49         | 38         |
| 2013                                                                            | 901 413              | 2 022 000 | 44.6           | 103        | 100           | 3             | 8751                     |                      | 3          | 50         | 61         |
| 2016                                                                            | 916 106              | 2 886 942 | 31.7           | 103        | 100           | 3             | 8894                     |                      | 3          | 44         | 72         |
| 2019                                                                            | 958 755              | 3 039 200 | 31.5           | 132        | 128           | 4             | 7263                     |                      | 4          | 51         | 79         |
| 2021                                                                            | 1 015 160            | 3 219 600 | 31.5           | 141        | 137           | 4             | 7199                     |                      | 4          | 51         | 79         |
| Fuente: Catholic-Hierarchy, que a su vez toma los datos del Anuario Pontificio. |                      |           |                |            |               |               |                          |                      |            |            |            |

## Episcopologio
- Patrick Joseph Whitney, S.P.S. † (13 de marzo de 1938-mayo de 1939 renunció)
- Thomas McGettrick, S.P.S. † (10 de noviembre de 1939-1 de marzo de 1973 nombrado obispo de Abakaliki)
- Joseph Edra Ukpo † (1 de marzo de 1973-17 de diciembre de 2003 nombrado arzobispo de Calabar)
  - Sede vacante (2003-2006)
- John Ebebe Ayah (14 de octubre de 2006-5 de julio de 2014 nombrado obispo de Uyo)[nota 1]
  - Sede vacante (2014-2017)
- Donatus Edet Akpan, desde el 9 de abril de 2017